# إعصار كومباسو
عاصفة كومباسو الاستوائية الشديدة، المعروفة باسم إعصار كومباسو في الصين وهونغ كونغ وعاصفة استوائية شديدة في الفلبين، (بالإنجليزية: Tropical Storm Kompasu) هي إعصار استوائي مميت ومدمر أثر على الفلبين وتايوان وجنوب وسط الصين. يُعد الإعصار جزءًا من موسم أعاصير المحيط الهادئ لعام 2021، نشأ من منطقة المنخفض الجوي شرق الفلبين في 6 أكتوبر. صنفته وكالة الأرصاد الجوية اليابانية على أنه منخفض استوائي في ذلك اليوم. بعد يوم واحد، صنفته إدارة الخدمات الجوية والجيوفيزيائية والفلكية الفلبينية على أنه منخفض استوائي، وأطلقت عليها اسم مارنغ. كان الإعصار في البداية مضطرب بشدة، حيث تنافس مع ناندو. وفي نهاية المطاف، أصبحت مارنغ هي المهيمنة، وأعادت وكالة الأرصاد الجوية اليابانية تصنيفها على أنها عاصفة استوائية، وأطلقت عليها اسم كومباسو. وصل كومباسو إلى اليابسة في كاغايان بالفلبين في 11 أكتوبر، وبعد يومين، وصل إلى اليابسة في هاينان، الصين. تبدد الإعصار في 14 أكتوبر فوق فيتنام.
لقي 40 شخصًا مصرعهم في العاصفة التي ضربت الفلبين، فيما فقد 17 شخصًا وفقًا للمجلس الوطني للحد من مخاطر الكوارث وإدارتها فيما قُدّرت الأضرار بنحو 4.2 مليار ين (82.8 مليون دولار أمريكي)، وفي هونغ كونغ، قتل شخص واحد وأصيب نحو 21 آخرين. أثرت العاصفة على العديد من المناطق التي تأثرت سابقًا بالعاصفة الاستوائية ليونروك التي وقعت قبل كومباسو بأيام قليلة.

## الاستعدادات والتأثير

### الفلبين
تم إجلاء حوالي 2000 شخص كإجراء احترازي. في 12 أكتوبر، ألغت حكومات مدينة باغويو، وإيلوكوس سور، وبانغاسينان الدراسة وعلقت العمل في المكاتب الحكومية. وفقًا للمجلس الوطني للحد من مخاطر الكوارث وإدارتها، أثرت العاصفة على أكثر من 567062 شخصًا في منطقة إيلوكوس ووادي كاغيان وميماروبا ومنطقة لوزون الوسطى وكورديليرا الإدارية في لوزون، وكذلك كاراجا في مينداناو. كما تأثرت منطقة العاصمة الوطنية في مانيلا. أفادت وزارة الأشغال العامة والطرق السريعة أن 15 طريقًا وطنيًا وطريقًا سريعًا في جميع أنحاء البلاد كانت غير سالكة بسبب الفيضانات المنسوبة إلى إعصار كومباسو. أفاد المجلس الوطني للحد من الكوارث الطبيعية بمقتل 40 شخصًا وما زال 17 شخصًا في عداد المفقودين. أصيب خمسة أشخاص. في كاغايان، تم الإبلاغ عن انقطاع التيار الكهربائي. تم إجلاء حوالي 200 شخص. وفقًا للمجلس الوطني للحد من مخاطر الكوارث وإدارتها، يُقدر الضرر بنحو 3.85 مليار ين ياباني (75.7 مليون دولار أمريكي). كما وزعت حكومة الفلبين أيضًا 17.94 مليون ين ياباني (353.418 دولارًا أمريكيًا) من مواد الإنعاش على الأشخاص المتضررين من العاصفة.

### الصين
في 13 أكتوبر، هطلت أمطار غزيرة على مقاطعات جيجيانغ وفوجيان وغوانغدونغ وهاينان. في غوانغدونغ، علقت 30 مدينة ومقاطعة الدراسة، وهي أعلى نسبة منذ إعصار مانكوت في عام 2018. ضربت الأمطار الغزيرة شنجن، حيث تم إغلاق مواقع البناء ومناطق الجذب السياحي. تم إغلاق ميناء يانتيان، أحد أكثر الموانئ ازدحامًا في العالم، مما تسبب في ازدحام حركة المرور البحرية.

### هونج كونج
أصدر مرصد هونغ كونغ تحذير إقتراب إعصار من الدرجة الثامنة أثناء اقتراب كومباسو، وأبقى ساريًا لأكثر من 23 ساعة. كانت هذه أطول إشارة من الدرجة الثامنة تم تسجيلها على الإطلاق، متجاوزة الرقم القياسي للعاصفة الاستوائية ليونروك قبل ثلاثة أيام. تم تسجيل رياح شديدة القوة تزيد عن 70 كم ساعة بشكل عام فوق المناطق الساحلية، مع هبات تجاوزت 62 ميلاً في الساعة (100 كم/ساعة) في بعض الأماكن. وفتحت الحكومة 24 ملجئًا فر إليها 255 شخصًا أثناء العاصفة. سجل مرصد هونغ كونغ رياحًا مستدامة بلغت سرعتها 75 ميلاً في الساعة (120 كم / ساعة) حيث مر مركز العاصفة. كان هناك ما مجموعه 72 تقريرا عن الأشجار الساقطة، و 10 تقارير عن الفيضانات. قُتل شخص واحد وجُرح 21 شخصًا.

### هاينان
أغلقت السلطات في هاينان ثلاثة موانئ، وأغلقت جميع المدارس في مدينة هايكو. تساقطت الأشجار في هاينان، حيث قام رجال الإطفاء بإزالة الحطام من الطرق. كانت العاصفة هي الأقوى التي تضرب الجزيرة منذ خمس سنوات.